# André Marchal
Pour les articles homonymes, voir André Marchal (homonymie) et Marchal.
André Louis Marchal, né le 6 février 1894 à Paris (14e), mort le 27 août 1980 à Saint-Jean-de-Luz, est un organiste, un professeur d'orgue et un improvisateur français, aveugle de naissance.

## Biographie
Il fut au Conservatoire de Paris l'élève de Gigout (orgue et improvisation) de 1911 à 1913 et de Caussade en contrepoint et fugue (prix obtenu en 1917). Diplômé du Conservatoire de Paris, il fut professeur d'orgue à l'Institut national des jeunes aveugles de 1919 à 1959, devint suppléant de Gigout à Saint-Augustin, puis titulaire des orgues de Saint-Germain-des-Prés (1915-1945) et de Saint-Eustache (1945-1963). Il démissionna de ce dernier poste en raison du choix du facteur d'orgue retenu pour la restauration, qui ne lui convenait pas.
Il a formé de nombreux musiciens de talent parmi lesquels on peut citer Gaston Arel, Robert Hamon, Peter Hurford, Susan Landale, Jean Langlais, Jean-Pierre Leguay, Antoine Reboulot, Louis Thiry, Jean Wallet.
André Marchal a été très lié avec les grands organistes de son époque, notamment Louis Vierne, qui lui dédia son impromptu, et Charles Tournemire qui lui dédia également une œuvre.
André Marchal a totalement renouvelé l'interprétation des musiques des XVIIe et XVIIIe siècles. Bien qu'ayant toujours refusé de jouer la musique française en notes inégales, qu'il n'approuvait pas, et n'appliquant pas à la lettre les règles de registration, il fut le premier à ne plus tout jouer en legato comme on le faisait à l'époque, prenant ainsi le contre-pied des théories de Marcel Dupré, et à introduire des articulations très subtiles. De nombreux concerts, donnés notamment à l'orgue Gonzalez du Palais de Chaillot et présentés par Norbert Dufourcq, ont permis à des milliers d'auditeurs de l'entendre. Il fut un véritable chef d'école dont sont issus la plupart des organistes français de la génération suivante.
André Marchal supervisa également la restauration de très nombreux orgues en France, afin d'étendre leur palette sonore et de permettre d'y interpréter la musique des XVIIe et XVIIIe siècles, par ajout de mixtures et de mutations.

## Distinctions
- Officier de la Légion d'honneur (1960)
- Officier de l'ordre des Arts et des Lettres (1965)